# 諏訪勝
諏訪 勝（すわ まさる、1974年（昭和49年）6月9日 - ）は日本の構成作家。東京都出身。血液型はB型。ラジオ番組、特にアニラジや夜ワイド並びに深夜ワイドなどを担当している。東京都立北園高等学校、拓殖大学卒業。フリー。

## 担当番組

### ラジオ
TOKYOFM／JFN
- SCHOOL OF LOCK!
- サカナLOCKS!
- LiSA LOCKS!
- 森七菜のGIRLS LOCKS!

文化放送
- 堀江由衣の天使のたまご
- 神谷浩史・小野大輔のDearGirl〜Stories〜

### テレビ
NHK
- シュガー＆シュガー

## 過去の担当番組

### ラジオ
TOKYOFM／JFN
- 氷上恭子のトラチョコチャット2
- やまだひさしのラジアンリミテッドDX（月曜日）
- BPR5000（月曜日）
- Aqours LOCKS!
- Perfume LOCKS!

文化放送
- ラジオのステルヴィア
- 山本麻里安のはにわマイハウス
- A&G 超RADIO SHOW〜アニスパ!〜
- 白石涼子のシカイ良好☆ふんたららん
- エウレカセブン RADIO ray=out
- .hack//G.U.RADIO ハセヲセット
- 神谷浩史のSay!You Young
- ユニゾン! （2015年6月〜・プロデューサー、構成<月曜>）
- 緑川光・今井麻美・内田彩のチェンクロラジオ
- 浅野真澄×山田真哉の週刊マネーランド
- 豊永・小松・三上の真夜中のラジオ文芸部
- 梶裕貴のひとりごと
- 堀江由衣×浅野真澄の＃とれとれ

ニッポン放送
- 東京キャラクターショーRADIO
- 氣志團綾小路セロニアス翔のオールナイトニッポン
- 神谷浩史のオールナイトニッポン

ラジオ大阪
- 飯塚雅弓のMEGA-TONスマイル
- 飯塚雅弓のberry-go-round
- 1314VSTATION FRIDAY SPECIAL V-Kingdom
- 津田健次郎・木内秀信 夜のチラリズム
- BLEACH “B” STATION
- ゆりゆららららゆるゆり放送室

インターネットラジオ
- ANI-COM RADIO 〜フジワラでいいカナ〜（アニプレックス）
- 荒川FM（音泉）
- マヨナカ影ラジオ（音泉）
- クロスアンジュ〜xxとxxのradio〜（音泉）
- ツダケンロードショーはてるまでラジオ （アニメイトTV）
- 幕末Rock Webラジオ Rock or Heaven?（アニメイトTV）
- 西浦高校放送部（oofuri.com内にて配信）
- ラジオに松岡との出会いを求めるのは間違っているだろうか（HiBiKi Radio Station）

### テレビ
スペースシャワーTV
- NFパンチ

## エピソード
- 飯塚雅弓のMEGA-TONスマイル!（以後メガスマと表記）によってリスナーへの知名度を上げる。メガスマの構成作家は当初、正岡謙一郎だったが、1ヶ月足らずで交代する。メガスマ放送当時はアニラジを扱った雑誌が刊行されており、構成作家が露出する機会も多かった。諏訪が「こいつ作家なのに何でグラビアとかに出てるんだ?」との一言から事態は大きくなり、カリスマ構成作家対決が開かれた。見事勝利し『カリスマ構成作家』の称号を得るものの、これによってインチキ臭さが増したと番組で言われる。
- A&G 超RADIO SHOW〜アニスパ!〜2005年12月24日放送分にて、諏訪部順一のクリスマスプレゼントをリスナーにプレゼントする企画で、名前が似てるという理由だけで、自分の歌ったX JAPANのカラオケテープ等の私物をハズレのリスナーに強制的に送りつけると言う企画を行った事がある。
- 堀江由衣の天使のたまごの企画内で、堀江由衣を「ぽっちゃり声優のくせに」といったことがある。また同番組内の演劇部（2006年2月解散）では、堀江のディレクターである五郎丸とやおいキャラを演じさせられた。ちなみに、五郎丸は2006年2月1日付でディレクター職から人事部に異動となった。また、演劇部解散後は、新たに結成された軽音部（黒薔薇保存会）で、ボーカルを希望したものの、オーディションで堀江に「ちょっと気持ち悪い」といわれてしまい、エンジェルダンスと作詞（堀江が挫折して押し付けた）を担当することになった。ここでのバンドネームは「Ma様」。これは当時役割の決まっていなかった諏訪を不憫に思った堀江が「せめて名前だけでもすごそうな名前をつけてあげたい」といって、ペ・ヨンジュンの愛称「ヨン様」をもじった上で勝の"ま"をとってMa様となった。「歌って踊れる構成作家」という通り名がある。
- 鷲崎健の超ラジ!#95（2009年1月2日）でゲスト出演した際のトークにて、ある女性声優のラジオ番組の構成作家を担当したとき「この声優を育てて欲しい」という上からの要望に応えるべく1年間いろいろと頑張った結果、その声優の成長に協力できた（と思う）反面、個人的にはその声優から“ちょっと苦手な人”と思われてしまった（と思う）とか、その声優の好まないスタイルを押し付ける形になってしまったのでは?など、色々と悩んでいたことを後年になって吐露したことがある。
- smart 大人インテリアBOOKという雑誌に住んでいる家が公開され、そこに記載されている写真やインタビュー内容について浅野や鷲崎に弄りたおされた。その際、生放送にもかかわらずカフを落としてしまい、マイクの音声が一瞬流れなくなるという珍事があった。
- ユニゾン！にてシモユニクリアファイルを作るが売れ残り、自腹で買い取りリスナーに配布した。

DGS関連
- 神谷浩史・小野大輔のDearGirl〜Stories〜（以降DGS）の中で、その以前に「電撃15年祭」での会場での公開録音やイベントでの前説などで、顔出しをしたことに対しての「意外とイケメン」などのリスナーの感想メールを「ふつスト（ふつおた）」コーナーにて神谷浩史と小野大輔のストーリーテラー（当番組におけるパーソナリティの意）2人に（ほぼ放送作家の特権として）読ませた。また、そのことでストーリーテラー2人に『この番組「諏訪Girl〜Stories〜」か!』などとブーイングを浴びた。
- DGS内で生まれたユニットDG5（ディー・ジー・ファイブ）が番組にゲスト出演した際、アニメロミックスのサイト内で5人のスペシャルメッセージを配信したが、このメッセージは何故か5人＋諏訪の6人からのメッセージが配信された（実質喋ったのは神谷と諏訪で残り4人は自分の名前を名乗った程度である）。
- DGS第46話において、小野大輔と共に女装をした（衣装は屈むと下着が見えてしまうスカート丈のメイド服である）。小野大輔は事務所NGがかかり携帯公式サイトの収録レポート写真はフルモザイクで姿を拝むことはできなかったが、「諏訪はOK」ということで諏訪のメイド姿は公式サイトのレポートにアップされた。
- DGSで企画され、アスキー・メディアワークスから発行されている『シルフ』で突発連載されている漫画「DearGirl〜Stories〜 響」の原作者でもある（表上の原案・原作は「神谷浩史・小野大輔のDearGirl〜Stories〜」になっているが、漫画で使うセリフや内容等、実際は諏訪が考えている）。諏訪本人も「テライケメン司令官」ということで漫画に登場している。
  - ちなみに「DearGirl〜Stories〜 響」がもしドラマCDやアニメになった際に、自分のキャラに声を当てて欲しい声優は誰かと聞かれ遊佐浩二（理由は電王人気に乗っかる為）と言っており、またそれが2008年12月24日発売の「ドラマCD DearGirl〜Stories〜 響」で実現した。
  - また、2008年11月22日発売の『シルフ』Vol.4以降、「DearGirl〜Stories〜 響」作画担当のいわさき砂也が猫留学（作品のキーキャラクターである「猫」が描けないため、その克服のための修行の旅）と称して休載するため、猫人間せんせいというペンネームで「DearGirl〜Stories〜 響 文字だけスタジオ」というタイトルのライトノベルを執筆・連載することとなった。なお猫人間せんせいという名前は本誌に「諏訪勝」と思いっきり表記されるのが恥ずかしいという理由でDGS第83話の「シルフ談話室」内で決定した。「猫人間せんせい」までが名前である為、先生呼びをする場合は「猫人間せんせい先生」になる。
  - 2009年1月22日発売の『シルフ』Vol.5に付録として付いてきた『DJCD「神谷浩史・小野大輔のDearGirl〜Stories〜」シルフ談話室 特別版』ではいわさき砂也と一緒に『「DGS響 ノベル作家「猫人間せんせい先生」』として、ゲスト扱いで一緒にトークをしていた。
- 構成作家であるにもかかわらず「神谷浩史・小野大輔のDearGirl〜Stories〜 公式オフ会」にて録音された着信ボイスがアニメロミックスサイト内で配信された。またその着信ボイスが配信された週には同サイト内の着信ボイスダウンロードランキングで2位に輝いた。
- 2009年10月4日の「電撃キャラクターフェスティバル2009」で「DearGirl〜Stories〜 響」作画担当のいわさき砂也と共に原作者としてサイン会を行った。
- DGS関係者をメンバーに結成されたエアバンドMASOCHISTIC ONO BANDにBass担当のDO-Sとして参加している。ミニアルバム「Masochistic Over Beat」内の楽曲「Dangerous Groove Six」にて歌声も披露している。